# 阿馱·納塞赫
阿馱·納塞赫（波斯語：آذرنرسه）是波斯萨珊王朝的第九任君主（萬王之王）。阿馱·納塞赫在其父荷姆茲二世去世後，於公元309年短暫地登上王位，在他登基後，薩珊貴族和祆教祭司們為了擴張他們的勢力和影響力，合謀殺害了阿馱·納塞赫，並將阿馱·納塞赫的其中一名兄弟弄瞎，同時迫使他的另一個兄弟荷姆茲流亡至羅馬帝國。最終在除去所有的王室繼承人選後，薩珊權貴們共同擁戴阿馱·納塞赫那尚未出世的弟弟沙普尔二世繼承王位。
由於有關阿馱·納塞赫繼位的消息僅在部分希腊语文獻中被提及，反之在東方的歷史資料中卻沒有提到相關紀錄，且現今仍未發現阿馱·納塞赫發行的錢幣。導致學者尼古拉斯·辛德爾（Nikolaus Schindel）質疑這些來自希臘方面的史料可信度，他認為阿馱·納塞赫極有可能從未真正統治過國家。